# Dasyatis zugei
Dasyatis zugei és una espècie de peix de la família dels dasiàtids i de l'ordre dels myliobatiformes.

## Morfologia
- Els mascles poden assolir 29 cm de longitud total.[2][3]

## Reproducció
És ovovivípar.

## Alimentació
Menja organismes bentònics, principalment peixos i crustacis petits.

## Hàbitat
És un peix de clima tropical i demersal.

## Distribució geogràfica
Es troba des de l'Índia fins al sud del Japó, Myanmar, Malàisia, Indonèsia, la Xina i Indoxina.

## Observacions
És inofensiu per als humans.